# 樂活 (選區)
樂活（英語：Broadwood，代號B09）曾是香港灣仔區議會下轄的選區，1999年設立，2023年取消，末任區議員為創建力量首席顧問兼香港立法會選舉委員會界別議員謝偉俊。

## 範圍
選區位於大坑、掃桿埔、跑馬地交界部分，現時包括樂活道、連道和雲地利道沿線的樓宇，以禮頓山最多人居住，其餘則是單幢私人樓宇為主，亦包括香港大球場。與其相鄰的選區有鵝頸、大坑、跑馬地、渣甸山和司徒拔道，投票站設於禮頓山社區會堂。

## 沿革
樂活選區首次出現於1999年，由於1990年代樂活道沿線一帶發展，選舉管理委員會分別由跑馬地選區抽出雲地利道和樂活道一帶，以及在渣甸山選區抽出香港大球場一帶的地方組成樂活選區。
1999年區議會選舉，香港望族之一黃笏南的後人黃英琦代表自由黨出戰，對決其前黨友曹聖玉的丈夫龐可榮（而龐曹聖玉則於渣甸山爭取連任），黃英琦最後輕取龐可榮，當選首任議員。黃英琦後來在2003年間立場轉為民主派，2003年區議會選舉在未有其他對手下自動當選。由於灣仔區議會內民主派勢力大增，黃英琦被推舉為區議會主席，而灣仔區議會亦是少數由民主派主導的區議會。
2007年區議會選舉黃英琦決定不參選，支持黃瑞華接棒，黃瑞華更聯同過其他區內民主派候選人一同造勢，而2006年成立的激進民主派社民連派出居於本區的前立法會議員麥國風參選，加上獨立建制派梁志培參選，形成三人混戰。最終知名度較高的麥國風以未過半的604票勝出，黃瑞華得票排第二，梁志培敬陪末座。到大約2010年，黃瑞華加入被視為唐英年家臣的林大輝所牽頭的地區組織社區18。
2011年區議會選舉麥國風爭取連任，對手是被指有建制派支持的前電台主持白韻琹。白韻琹在2010年「五區公投」時開始狙擊黃毓民，今次她打著反「暴力政治」旗號，利用本身當區居民身份狙擊麥國風，而麥則強調自己的實績。最後麥國風竟然輸給白韻琹，而黃英琦在電台節目表示都感到驚訝，麥國風估計敗因是其所屬社民連的激進行為在富有人士為主的樂活選區不受歡迎。其後2012年立法會選舉，白韻琹得到多名建制派區議員提名，取得參選超級區議會議席的資格，又得到曾跟隨黃毓民的「維園阿哥」任亮憲助選，不過最終以七條名單中最低的六萬多票而落選。
2015年區議會選舉，白韻琹原來打算競逐連任，但突然稱腳患改由其伴侶謝偉俊「代妻出征」（事後傳媒證實二人已登記結婚多年，但未有對外公佈），當中亦有傳謝氏鋪路轉戰立法會超級區議員議席，後來有雜誌拍得白韻琹懷疑有腦退化徵狀。而麥國風繼續參選，同時以「飯碗舞」聞名的蕭思江亦以港人民權民生黨名義加入戰團。今次有選舉民調認為麥、謝兩人差距很少，甚至麥國風會重奪議席。最後謝偉俊以1,350票對939票擊敗麥國風，蕭思江只得141票，謝氏「繼承」其妻子白韻琹的議席。而麥國風事後承認佔領行動影響選情，而謝偉俊的當選令創建力量的議席不再局限於九龍東。。
2019年區議會選舉，謝偉俊擊敗泛民主派地區組織灣仔起步成員楊子雋，成功連任，成為少數成功連任的親中派立法會議員。
樂活選區隨着2023年選舉改革被撤銷，與其他灣仔區的全部選區併為單一的雙議席選區。

## 歷屆議員
| 屆別           | 議員   | 政治聯繫 | 政治聯繫             |
| -------------- | ------ | -------- | -------------------- |
| 2000年－2003年 | 黃英琦 |          | 自由黨 → 無黨籍      |
| 2004年－2007年 | 黃英琦 |          | 無黨籍 → 公 公民起動 |
| 2008年－2011年 | 麥國風 |          | 社民連               |
| 2012年－2015年 | 白韻琹 |          | 無黨籍 → 港島聯      |
| 2016年－2019年 | 謝偉俊 |          | 創建力量             |
| 2020年－2023年 | 謝偉俊 |          | 創建力量             |

## 歷屆選舉結果
| 政党   | 政党     | 候选人    | 票数  | %     | ±      |
| ------ | -------- | --------- | ----- | ----- | ------ |
|        | 創建力量 | 1. 謝偉俊 | 2,121 | 52.92 | ▼2.64  |
|        | 灣仔起步 | 2. 楊子雋 | 1,887 | 47.08 | 不適用 |
| 多数票 | 多数票   | 多数票    | 234   | 5.84  | ▼11.07 |

| 政党   | 政党     | 候选人    | 票数  | %     | ±      |
| ------ | -------- | --------- | ----- | ----- | ------ |
|        | 社民連   | 1. 麥國風 | 939   | 38.64 | 1.61   |
|        | 无党籍   | 2. 蕭思江 | 141   | 5.80  | 不適用 |
|        | 創建力量 | 3. 謝偉俊 | 1,350 | 55.56 | ▼7.41  |
| 多数票 | 多数票   | 多数票    | 411   | 16.91 | ▼9.04  |

| 政党   | 政党             | 候选人    | 票数  | %     | ±      |
| ------ | ---------------- | --------- | ----- | ----- | ------ |
|        | 香港島各界聯合會 | 1. 白韻琹 | 1,262 | 62.97 | 不適用 |
|        | 社民連           | 2. 麥國風 | 742   | 37.03 | ▼10.01 |
| 多数票 | 多数票           | 多数票    | 520   | 25.95 | ▲13.32 |

| 政党   | 政党   | 候选人    | 票数 | %     | ±      |
| ------ | ------ | --------- | ---- | ----- | ------ |
|        | 獨立   | 1. 黃瑞華 | 442  | 34.42 | 不適用 |
|        | 社民連 | 2. 麥國風 | 604  | 47.04 | 不適用 |
|        | 無黨派 | 3. 梁志培 | 238  | 18.54 | 不適用 |
| 多数票 | 多数票 | 多数票    | 162  | 12.62 | 不適用 |

| 政党   | 政党   | 候选人 | 票数     | %      | ±      |
| ------ | ------ | ------ | -------- | ------ | ------ |
|        | 獨立   | 黃英琦 | 自動當選 | 不適用 | 不適用 |
| 多数票 | 多数票 | 多数票 | 不適用   | 不適用 | 不適用 |

| 政党   | 政党   | 候选人    | 票数 | %     | ±      |
| ------ | ------ | --------- | ---- | ----- | ------ |
|        | 無黨派 | 1. 龐可榮 | 398  | 31.07 | 新選區 |
|        | 自由黨 | 2. 黃英琦 | 883  | 68.93 | 新選區 |
| 多数票 | 多数票 | 多数票    | 485  | 37.85 | 新選區 |

## 資料來源與註釋
1. ↑   (PDF).   [2019-12-06]. （原始内容存档 (PDF)于2019-12-06）.
2. ↑   (PDF). 香港特區政府憲報.   [2019-12-06]. （原始内容 (PDF)存档于2020-08-20）.
3. ↑   (PDF). 香港特區政府憲報.   [2015-09-25]. （原始内容存档 (PDF)于2015-11-22）.
4. ↑  謝偉俊代妻出戰灣仔樂活 稱白韻琹有腳患 拒認鋪路爭立會超級議席 （页面存档备份，存于），蘋果日報，2015-10-15
5. ↑  .   [2018-12-15]. （原始内容存档于2018-12-15）.
6. ↑  .   [2018-12-15]. （原始内容存档于2019-04-02）.
7. ↑  謝偉俊擊敗麥國風勝出灣仔樂活選區 （页面存档备份，存于），now新聞，2015-11-23
8. ↑  . 頭條日報. 2019-11-25  [2021-02-08]. （原始内容存档于2019-12-27）.
9. ↑  . 星島日報. 2019-11-25  [2021-02-08]. （原始内容存档于2019-12-28）.

- 香港選舉資料匯編：1982年-1994年，雷競璇 沈國祥編 1995年出版 ISBN 962-441-519-6 （页面存档备份，存于）